# 영국-프랑스 전쟁 (1778년~1783년)
1778년부터 1783년까지 벌어진 영국-프랑스 전쟁은 프랑스 왕국과 그레이트브리튼 왕국이 각각의 동맹국과 함께 싸운 군사적 분쟁이다. 1778년 미국과 프랑스가 우호조약을 체결했고, 이에 따라 영국은 프랑스와 전쟁을 개시했다. 이후 1779년부터 스페인 역시 프랑스와 동맹을 맺고 영국과 맞서 싸웠다. 이 결과로 영국은 북아메리카에 전력을 쏟아붓지 못한 채, 유럽, 인도, 서인도 제도 등으로 병력을 분산시켜야 했고, 북아메리카에서의 작전은 아메리카 대륙의 왕당파의 지지에 의존해야 했다. 1778년부터 1783년까지, 프랑스와 영국은 영국해협, 인도양, 지중해, 서인도 제도에서 지배권을 두고 다투었다.
새러토가 전역의 결과가 프랑스에 전해지자, 프랑스 왕 루이 16세는 미국과 협상을 통해 공식적인 미국-프랑스 동맹을 맺었고, 프랑스군이 전쟁에 참여할 것임을 결정했다. 이에 따라 미국 독립 전쟁은 국제전으로 비화하게 되었다. 스페인은 1779년 아랑후에스 조약이 비밀리에 체결됨에 따라 프랑스의 동맹국으로 참전하였다. 프랑스의 전쟁이 시작된 이후, 이 전쟁은 네덜란드 공화국의 미국 독립 전쟁 참전과 러시아 제국 및 프로이센 왕국이 주도하는 제1차 무장 중립 동맹 결성의 계기가 되었다. 비용이 지나치게 소모되는 전쟁에 대한 반대가 증가했고, 1780년 6월에는 런던에서 고든 폭동이 일어나게 되었다. 전쟁은 1783년 베르사유 조약이 체결됨에 따라 끝나게 되었다.

## 배경
1775년 미국 독립 전쟁이 발발했을 때, 프랑스 왕국의 외교장관이었던 샤를 그라비에 베르젠 백작은 영국에 맞선 미국 대륙군을 비밀리에 지원하고, 전쟁에 직접 참여할 준비를 갖추며, 해군의 확장을 제안했다. 전쟁에 참전하고자 하는 목적으로, 베르젠 백작은 북아메리카와 영국 사이의 소식을 주시하고 있었으며, 스페인의 참전에 걸림돌이 될 만한 것들은 제거해나갔다. 베르겐 백작은 1776년 8월 루이 16세에게 전쟁에 참전할 것을 제안하려고 했으나 1776년 뉴욕 뉴저지 전역에서 영국군이 승리를 거둠으로써, 1776년 9월 베르겐 백작은 참전을 지연시켰다.
1777년 13개 식민지가 새러토가 전투에서 존 버고인의 군대를 항복시켰다는 소식은 프랑스가 전쟁에 참전하여 유럽 간의 전쟁으로 비화될 수도 있다는 예상을 낳았다. 프랑스와의 전쟁을 원하지 않았던 노스 총리는 아메리카 식민지에 더 넓은 자치권을 부여하고자 했으나 이는 실패로 끝났다..

## 같이 보기
- 영국-스페인 전쟁 (1779년~1783년)
- 제4차 영국-네덜란드 전쟁